# Округ Логан (Колорадо)
Логан (енгл. Logan County) је округ у америчкој савезној држави Колорадо. По попису из 2010. године број становника је 22.709. Седиште округа је град Sterling.

## Демографија
Према попису становништва из 2010. у округу је живело 22.709 становника, што је 2.205 (10,8%) становника више него 2000. године.
| Група             | 2000.          | 2010.          |
| Белци             | 17.310 (84,4%) | 17.754 (78,2%) |
| Афроамериканци    | 420 (2,0%)     | 900 (4,0%)     |
| Азијати           | 82 (0,4%)      | 127 (0,6%)     |
| Хиспаноамериканци | 2.439 (11,9%)  | 3.551 (15,6%)  |
| Укупно            | 20.504         | 22.709         |